# 江戸川区立松江第六中学校
江戸川区立松江第六中学校（えどがわくりつまつえだいろくちゅうがっこう）は、東京都江戸川区松江に所在する区立中学校。

## 教育目標
開拓する心を身につけ、志をもち、自ら育つ生徒の育成
- 学び考える生徒
- 他を思いやる生徒
- 心身たくましい生徒

## 沿革
- 1976年 - 江戸川区立松江第五中学校から独立する形で開校。
- 1979年 - 「錨」の碑の除幕式挙行。
- 1983年 - 江戸川区教育委員会研究協力校となる。
- 1989年 - 区研究奨励校となる。
- 2009年 - 教育目標を改訂。
- 2009年 - 特色であった朝清掃を廃止し、放課後清掃に。

## 同窓会
開校から10年程度は活動していた同窓会だが、その後長い間活動が停止したままとなっていた。2009年度（平成21年度）に新しい同窓会長が選ばれ、それから同窓会は活動を再開した。

## 主な出身者
- 笠松哲朗 - ミュージカル俳優